# Jagnięcy Potok
Der Jagnięcy Potok (deutsch Lammbach) ist ein linker Nebenfluss der Iser (polnisch: Izera) im polnischen Isergebirge. Er ist eines der wenigen Gewässer in Polen, die in die Nordsee entwässern.

## Verlauf
Der Jagnięcy Potok entspringt auf einem Hochmoor auf der Großen Iserwiese im Hohen Iserkamm. Er erscheint als typischer Gebirgsfluss mit starker Strömung in einem steindurchsetzten Flussbett. An der Grenze zu Tschechien mündet er in die Iser.